# The Root of All Evil
The Root of All Evil - kompilacja szwedzkiego zespołu melodic death metalowego Arch Enemy, zawierający ponownie nagrane utwory z pierwszych trzech płyt zespołu – Black Earth, Stigmata oraz Burning Bridges. Nagrania zostały zarejestrowane pomiędzy 2008, a 2009 rokiem w ZerOonE w Varberg, Rockstugan w Halmstad oraz TheSweetspot.se. Mastering odbył się w Backstage Studios w Derby w Wielkiej Brytanii.

## Lista utworów
Opracowano na podstawie materiału źródłowego.
| Edycja podstawowa | Edycja podstawowa              | Edycja podstawowa          | Edycja podstawowa                | Edycja podstawowa |
| Nr                | Tytuł utworu                   | Słowa                      | Muzyka                           | Długość           |
| ----------------- | ------------------------------ | -------------------------- | -------------------------------- | ----------------- |
| 1.                | „The Root of All Evil (Intro)” | utwór instrumentalny       | Michael Amott                    | 01:06             |
| 2.                | „Beast of Man”                 | Michael Amott              | Michael Amott, Christopher Amott | 03:45             |
| 3.                | „The Immortal”                 | Johan Liiva, Michael Amott | Michael Amott, Christopher Amott | 03:47             |
| 4.                | „Diva Satanica”                | Michael Amott              | Michael Amott, Christopher Amott | 03:48             |
| 5.                | „Demonic Science”              | Michael Amott              | Michael Amott, Christopher Amott | 05:24             |
| 6.                | „Bury Me an Angel”             | Michael Amott              | Michael Amott                    | 04:25             |
| 7.                | „Dead Inside”                  | Michael Amott              | Michael Amott, Christopher Amott | 04:24             |
| 8.                | „Dark Insanity”                | Johan Liiva                | Michael Amott, Johan Liiva       | 03:25             |
| 9.                | „Pilgrim”                      | Michael Amott              | Michael Amott, Christopher Amott | 04:50             |
| 10.               | „Demoniality”                  | utwór instrumentalny       | Michael Amott                    | 01:40             |
| 11.               | „Transmigration Macabre”       | Michael Amott              | Michael Amott                    | 03:33             |
| 12.               | „Silverwing”                   | Michael Amott              | Michael Amott, Christopher Amott | 04:22             |
| 13.               | „Bridge of Destiny”            | Michael Amott              | Michael Amott, Christopher Amott | 07:53             |
|                   |                                |                            |                                  | 52:22             |

| Edycja rozszerzona | Edycja rozszerzona                                  | Edycja rozszerzona         | Edycja rozszerzona               | Edycja rozszerzona |
| Nr                 | Tytuł utworu                                        | Słowa                      | Muzyka                           | Długość            |
| ------------------ | --------------------------------------------------- | -------------------------- | -------------------------------- | ------------------ |
| 1.                 | „The Root of All Evil (Intro)”                      | utwór instrumentalny       | Michael Amott                    | 01:06              |
| 2.                 | „Beast of Man”                                      | Michael Amott              | Michael Amott, Christopher Amott | 03:45              |
| 3.                 | „The Immortal”                                      | Johan Liiva, Michael Amott | Michael Amott, Christopher Amott | 03:47              |
| 4.                 | „Diva Satanica”                                     | Michael Amott              | Michael Amott, Christopher Amott | 03:48              |
| 5.                 | „Demonic Science”                                   | Michael Amott              | Michael Amott, Christopher Amott | 05:24              |
| 6.                 | „Bury Me an Angel”                                  | Michael Amott              | Michael Amott                    | 04:25              |
| 7.                 | „Dead Inside”                                       | Michael Amott              | Michael Amott, Christopher Amott | 04:24              |
| 8.                 | „Dark Insanity”                                     | Johan Liiva                | Michael Amott, Johan Liiva       | 03:25              |
| 9.                 | „Pilgrim”                                           | Michael Amott              | Michael Amott, Christopher Amott | 04:50              |
| 10.                | „Demoniality”                                       | utwór instrumentalny       | Michael Amott                    | 01:40              |
| 11.                | „Transmigration Macabre”                            | Michael Amott              | Michael Amott                    | 03:33              |
| 12.                | „Silverwing”                                        | Michael Amott              | Michael Amott, Christopher Amott | 04:22              |
| 13.                | „Bridge of Destiny”                                 | Michael Amott              | Michael Amott, Christopher Amott | 07:53              |
| 14.                | „Bury Me an Angel” (Live at the London Forum 2004)  | Michael Amott              | Michael Amott                    | 04:22              |
| 15.                | „The Immortal” (Live at the London Forum 2004)      | Johan Liiva, Michael Amott | Michael Amott, Christopher Amott | 04:34              |
| 16.                | „Bridge of Destiny” (Live at the London Forum 2004) | Michael Amott              | Michael Amott, Christopher Amott | 07:36              |
|                    |                                                     |                            |                                  | 1:08:54            |

| Edycja japońska | Edycja japońska                                     | Edycja japońska                           | Edycja japońska                           | Edycja japońska |
| Nr              | Tytuł utworu                                        | Słowa                                     | Muzyka                                    | Długość         |
| --------------- | --------------------------------------------------- | ----------------------------------------- | ----------------------------------------- | --------------- |
| 1.              | „The Root of All Evil (Intro)”                      | utwór instrumentalny                      | Michael Amott                             | 01:06           |
| 2.              | „Beast of Man”                                      | Michael Amott                             | Michael Amott, Christopher Amott          | 03:45           |
| 3.              | „The Immortal”                                      | Johan Liiva, Michael Amott                | Michael Amott, Christopher Amott          | 03:47           |
| 4.              | „Diva Satanica”                                     | Michael Amott                             | Michael Amott, Christopher Amott          | 03:48           |
| 5.              | „Demonic Science”                                   | Michael Amott                             | Michael Amott, Christopher Amott          | 05:24           |
| 6.              | „Bury Me an Angel”                                  | Michael Amott                             | Michael Amott                             | 04:25           |
| 7.              | „Dead Inside”                                       | Michael Amott                             | Michael Amott, Christopher Amott          | 04:24           |
| 8.              | „Dark Insanity”                                     | Johan Liiva                               | Michael Amott, Johan Liiva                | 03:25           |
| 9.              | „Pilgrim”                                           | Michael Amott                             | Michael Amott, Christopher Amott          | 04:50           |
| 10.             | „Demoniality”                                       | utwór instrumentalny                      | Michael Amott                             | 01:40           |
| 11.             | „Transmigration Macabre”                            | Michael Amott                             | Michael Amott                             | 03:33           |
| 12.             | „Silverwing”                                        | Michael Amott                             | Michael Amott, Christopher Amott          | 04:22           |
| 13.             | „Bridge of Destiny”                                 | Michael Amott                             | Michael Amott, Christopher Amott          | 07:53           |
| 14.             | „Bury Me an Angel” (Live at the London Forum 2004)  | Michael Amott                             | Michael Amott                             | 04:22           |
| 15.             | „The Immortal” (Live at the London Forum 2004)      | Johan Liiva, Michael Amott                | Michael Amott, Christopher Amott          | 04:34           |
| 16.             | „Bridge of Destiny” (Live at the London Forum 2004) | Michael Amott                             | Michael Amott, Christopher Amott          | 07:36           |
| 17.             | „Wings of Tomorrow” (cover Europe)                  | Joey Tempest                              | Joey Tempest                              | 03:14           |
| 18.             | „Walk in the Shadows” (cover Queensrÿche)           | Geoff Tate, Chris DeGarmo, Michael Wilton | Geoff Tate, Chris DeGarmo, Michael Wilton | 03:07           |
|                 |                                                     |                                           |                                           | 1:15:15         |

## Twórcy
Opracowano na podstawie materiału źródłowego.
| Zespół Arch Enemy w składzie - Christopher Amott - gitara rytmiczna, gitara prowadząca - Angela Gossow - wokal wspierający - Daniel Erlandsson - perkusja, instrumenty perkusyjne, realizacja nagrań, inżynieria dźwięku - Sharlee D’Angelo - gitara basowa - Michael Amott - gitara rytmiczna, gitara prowadząca, wokal wspierający, aranżacje Dodatkowi muzycy - Karl Lönn - instrumenty klawiszowe | Inni - Andy Sneap - miksowanie, mastering - Katja Kuhl - zdjęcia - Matti Almsenius - realizacja nagrań, inżynieria dźwięku - Abstrata - okładka, oprawa graficzna - Gustavo Sazes - koncepcja okładki - Rickard Bengtsson - realizacja nagrań, produkcja muzyczna |

## Pozycje na listach
| Lista                | Kraj    | Pozycja |
| -------------------- | ------- | ------- |
| Media Control Charts | Niemcy  | 84      |
| SNEP                 | Francja | 133     |
| Oricon               | Japonia | 21      |